# Schloss Schönau (Aachen)

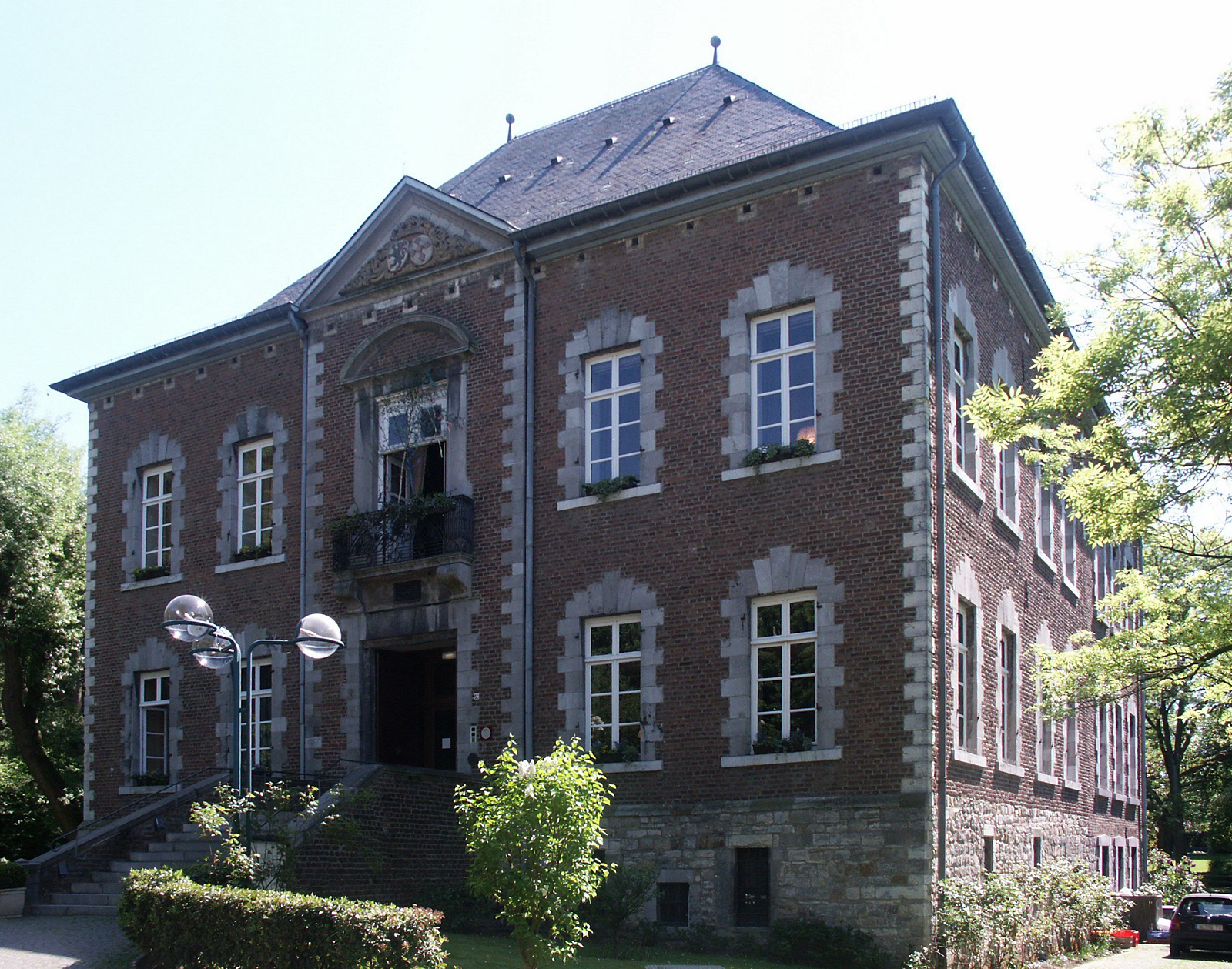
Frontseite des Schlosses Schönau

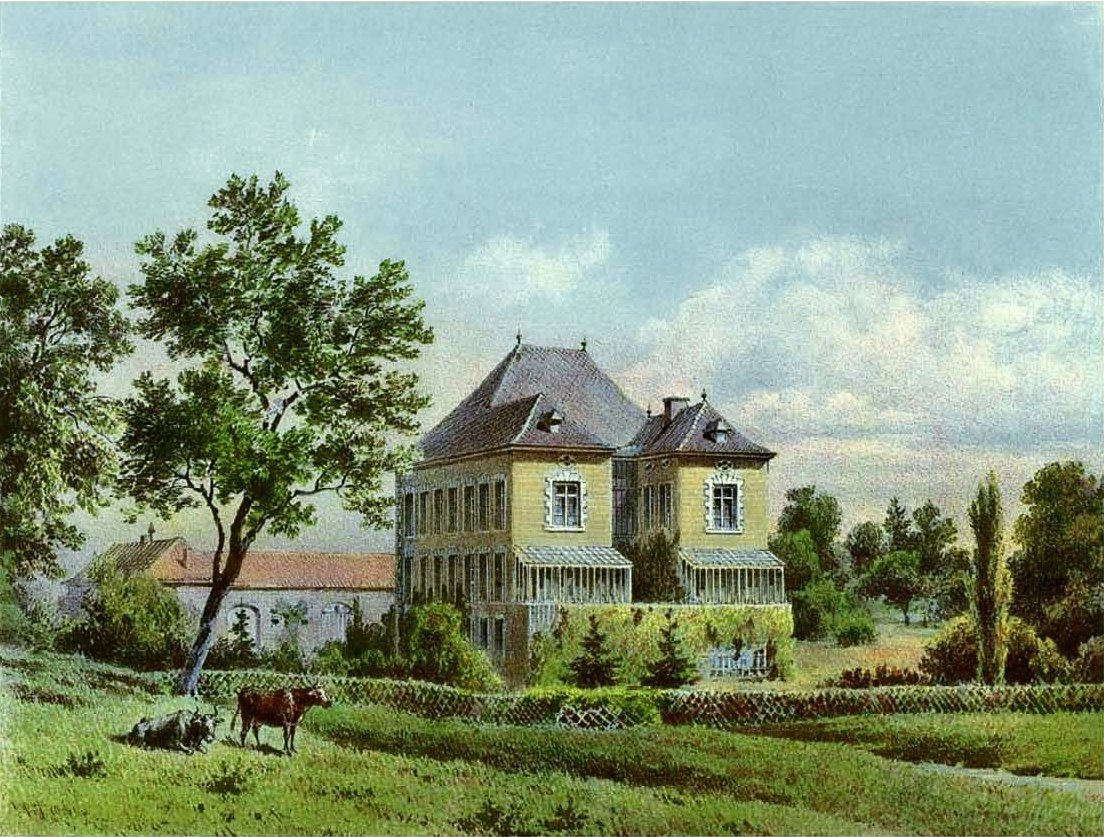
Schloss Schönau um 1860, Sammlung Alexander Duncker

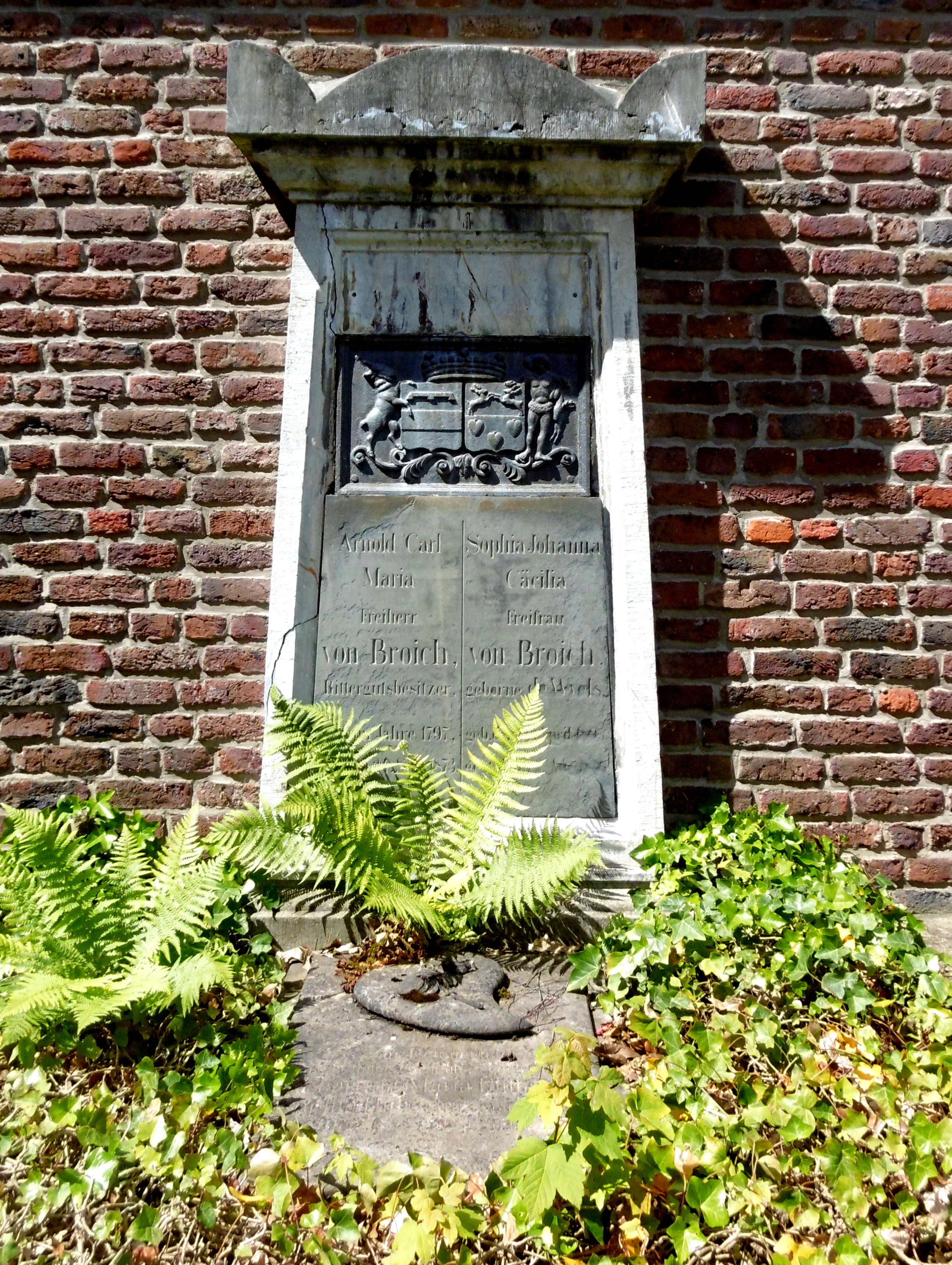
Grabstein Arnold Carl Maria von Broich an St. Martin

Das Schloss Schönau ist ein kleines Wasserschloss im Aachener Vorort Richterich.

## Geschichte und Architektur
Das Gebiet um Schönau wurde 1244 von Kaiser Friedrich II. an Heinrich von Aachen als Eigentum übertragen. Heinrich von Aachen, zuvor bereits Schatzkämmerer von Aachen, begründete die Familie von Schönau, die sich, nach Belehnung mit der Herrschaft Schönforst und dem Bau der gleichnamigen Burg in der ersten Hälfte des 14. Jahrhunderts, auch von Schönforst nannten.
1396 wurden Schloss Schönau und das umliegende Gebiet ein Lehen des Herzogtums Jülich. Es blieb als Unterherrschaft im Besitz eines Zweiges der Familie von Schönau und wurde an die Familie von Millendonk weitervererbt, der es etwa von 1450 bis 1695 gehörte. Durch Heirat kam die Unterherrschaft an die Familie von Blanche. Der Versuch von Johann Gottfried des heiligen Römischen Reichs unmittelbarer Freiherr von Blanche, Schönau, Fronenbroch, Hörstgen etc. Dynast in Hüls etc., die Reichsunmittelbarkeit für das Gebiet um das Schloss Schönau zurückzugewinnen, scheiterte, und Gottfried von Blanche landete 1759 im Kerker des Schlosses von Jülich.
Durch familiäre Verbindungen zur Familie von Blanche erwarb Arnold Carl Maria von Broich (1797–1873) das Schloss Schönau. Dessen Sohn Eduard von Broich (1834–1907) war der letzte Besitzer von Schloss Schönau aus der Familie von Broich.
Die heutigen Gebäude stammen überwiegend aus dem Jahr 1732. Das Schloss wurde auf den Grundmauern einer ehemals wasserumwehrten spätmittelalterlichen Dreiflügelanlage mit einer zweiflügeligen Vorburg errichtet. Es wurde in Backstein auf einem Werksteinsockel gemauert. Baumeister war Laurenz Mefferdatis, Auftraggeber Johann Gottfried von Blanche. Die Fenster und Türöffnungen wurden mit verzahnten Blausteinrahmungen verziert. Der Eingang befindet sich in einem mittigen, übergiebelten Risalit. Im 19. Jahrhundert wurden zur Parkseite hin zwei im Stil angeglichene Flügelbauten angefügt.  Heute gehört das Schloss der Stadt Aachen und wird für kulturelle Veranstaltungen von Vereinen genutzt.